# Mont Dampier
El mont Dampier (en maorí Rangiroa) és el tercer cim més alt de Nova Zelanda, amb 3.440 metres i una prominència de 92 metres. Està situat als Alps Neozelandesos, a l'illa del Sud, entre el Mont Hicks i l'Aoraki/Mount Cook. El seu nom maori significa literalment 'cel llarg' (rangi: cel; roa: llarg).
Inicialment el cim va rebre el nom de Mont Hector, en honor de James Hector, però en el mapa de Fitzgerald de 1896 el cim fou rebatejat en honor de William Dampier.